# Bitis peringueyi
Bitis peringueyi este o specie de șerpi din genul Bitis, familia Viperidae, descrisă de Boulenger 1888. A fost clasificată de IUCN ca specie cu risc scăzut. Conform Catalogue of Life specia Bitis peringueyi nu are subspecii cunoscute.